# Escola de l'Heptanèsia

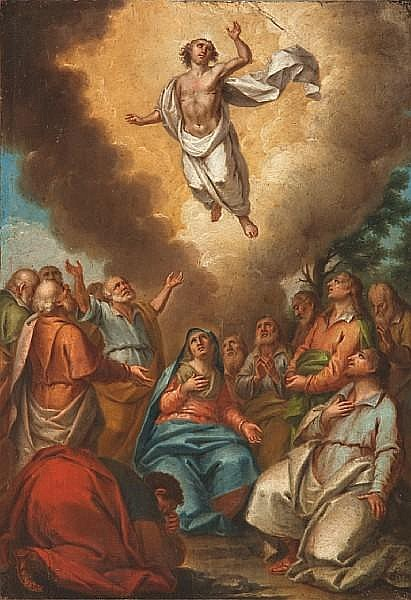
Assumpció, de Nikólaos Kandunis

L'escola de l'Heptanèsia (grec: Επτανησιακή Σχολή, literalment: 'Escola de les set illes', també coneguda com l'escola de les illes jòniques) fou la successora de l'escola cretenca com a escola principal de la pintura grega post-romana d'Orient, després de la caiguda de Creta a l'Imperi Otomà el 1669. Tal com l'escola cretenca, combinava tradicions romanes d'Orient amb influències de l'Europa occidental creixents, i també va veure la primera representació significativa de subjectes seculars. L'escola estava centrada a les Illes Jòniques, que no formaven part de la Grècia otomana, i es va estendre des de mitjan segle xvii fins a mitjan segle xix.